# Ategnatos
Ategnatos je osmé studiové album švýcarské folkmetalové hudební skupiny Eluveitie. Vydáno bylo 5. dubna 2019 prostřednictvím společnosti Nuclear Blast. Skupina album nahrála ve studiu New Sound Studio ve švýcarském městě Freienbach. Mix proběhl pod dohledem Jense Bogrena ve studiu Fascination Street Studios ve Švédsku. Přebal alba vytvořil Travis Smith.

## Seznam skladeb
| Pořadí         | Název                   | Délka |
| -------------- | ----------------------- | ----- |
| 1.             | Ategnatos               | 4:54  |
| 2.             | Ancus                   | 0:12  |
| 3.             | Deathwalker             | 4:54  |
| 4.             | Black Water Dawn        | 4:18  |
| 5.             | A Cry in the Wilderness | 5:25  |
| 6.             | The Raven Hill          | 4:12  |
| 7.             | The Silvern Glow        | 1:10  |
| 8.             | Ambiramus               | 2:53  |
| 9.             | Mine Is the Fury        | 3:34  |
| 10.            | The Slumber             | 4:57  |
| 11.            | Worship                 | 5:35  |
| 12.            | Trinoxtion              | 1:18  |
| 13.            | Threefold Death         | 3:31  |
| 14.            | Breathe                 | 5:28  |
| 15.            | Rebirth                 | 4:58  |
| 16.            | Eclipse                 | 3:01  |
| Celková délka: | Celková délka:          | 60:20 |

## Obsazení
- Chrigel Glanzmann – zpěv, mandolína, mandola, píšťaly, dudy, akustická kytara, irské loketní dudy, irský buben
- Fabienne Erni – zpěv, keltská harfa, mandola
- Rafael Salzmann – kytara
- Jonas Wolf – kytara
- Kay Brem – basová kytara, akustická basová kytara
- Matteo Sisti – dudy, píšťaly
- Nicole Ansperger – housle
- Alain Ackermann – bicí
- Michalina Malisz – niněra

Technická podpora
- Jens Bogren – mix
- Tommy Vetterli – zvukový technik
- Travis Smith – přebal alba